# Rutland Brook Wildlife Sanctuary
Das Rutland Brook Wildlife Sanctuary ist ein 1.710 Acres (6,9 km²) umfassendes Schutzgebiet bei Petersham im Bundesstaat Massachusetts der Vereinigten Staaten. Es wird von der Massachusetts Audubon Society verwaltet.

## Schutzgebiet
Gemeinsam mit benachbarten Schutzgebieten bildet das nach dem namensgebenden Fluss benannte Rutland Brook Wildlife Sanctuary eines der größten zusammenhängenden geschützten Gebiete im zentralen Massachusetts. Landschaftlich prägen Hemlocktannen und Weymouth-Kiefern das Bild. Besuchern stehen 4 mi (6,4 km) Wanderwege zur Verfügung, zudem werden über das Wachusett Meadow Wildlife Sanctuary und Broad Meadow Brook Conservation Center and Wildlife Sanctuary Aus- und Weiterbildungskurse angeboten.